# Almanac

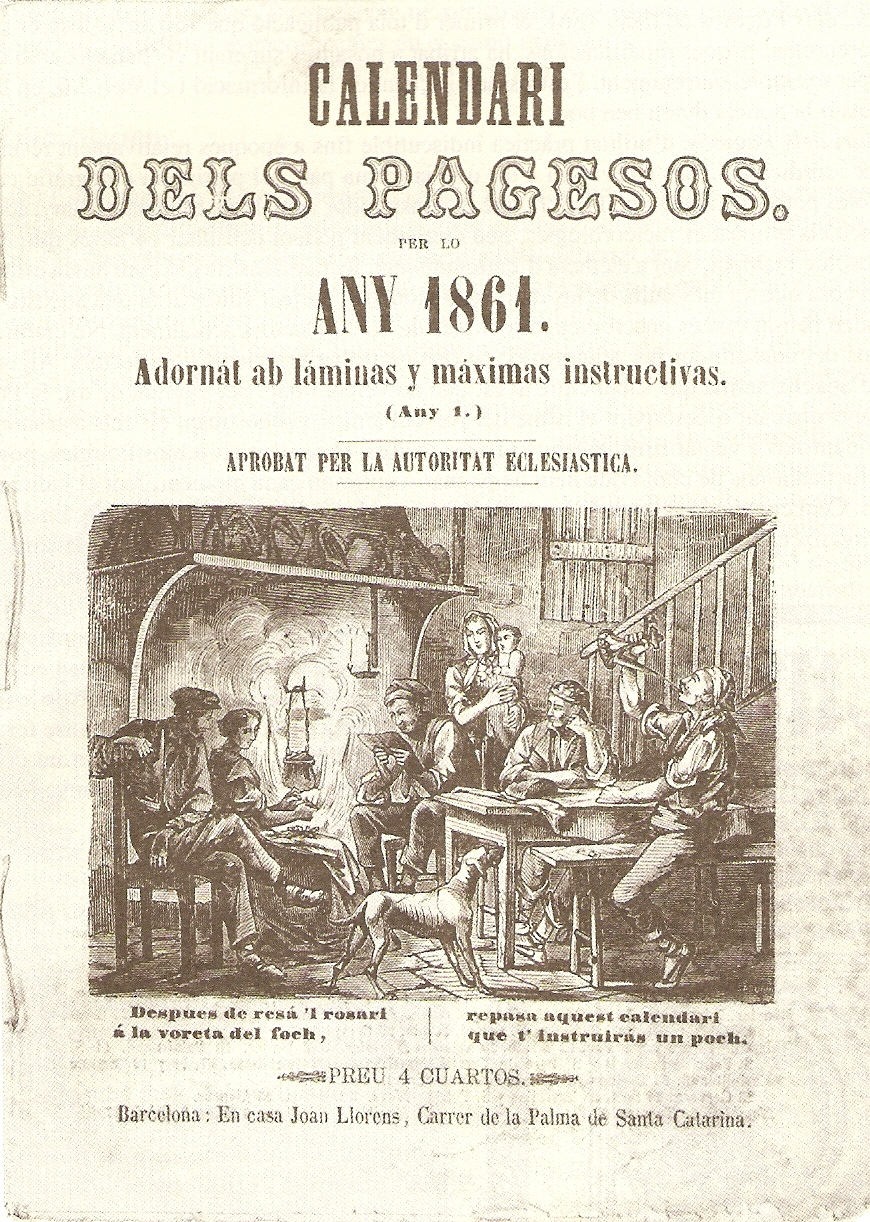
Primer número del Calendari dels Pagesos (1861), exemple d'almanac.

Un almanac o parenòstic és una publicació anual que conté informació tabular d'alguns temes determinats, ordenats en un calendari. S'hi poden trobar dades astronòmiques, pronòstics meteorològics, dades de les festes populars, santorals, mercats i fires.

## Origen
A Occident, en el decurs dels segles, àrabs, jueus i conversos importaren, elaboraren i adaptaren aquestes tables, antecedents dels calendaris actuals i que inicialment, a més dels pronòstics, solien incloure alguns consells de moral o d'higiene. La invenció de la impremta i l'aparició de la premsa tipogràfica va possibilitar una molt millor difusió dels calendaris, amb una progressiva acceptació i interès d'un públic de cada vegada més nombrós. El caràcter sintetitzat de les informacions i, fonamentalment, la naturalesa astrològica i astronòmica dels continguts converteixen als almanacs en publicacions privilegiades i molt populars, amb una important difusió entre les distintes classes socials. Almanacs o calendaris, són considerats en l'àmbit de la literatura popular com a literatura de fil o cordell. Una definició que no té res de pejorativa i que es deu a la manera com era feta la propaganda i venda d'aquestes publicacions, que es penjaven amb un fil a les vidrieres de les llibreries o botigues. Un costum que encara continua ben viu a molts d'indrets del món. D'acord amb el seu ús públic, podríem classificar els almanacs en dos grups: per una banda els de petit fulletó, dirigits a les poblacions rurals o dels voltants de les ciutats i per l'altra els que tenen més pàgines, fins i tot com si fossin petits llibres, en forma de volums destinats a un públic més burgés i ciutadà.

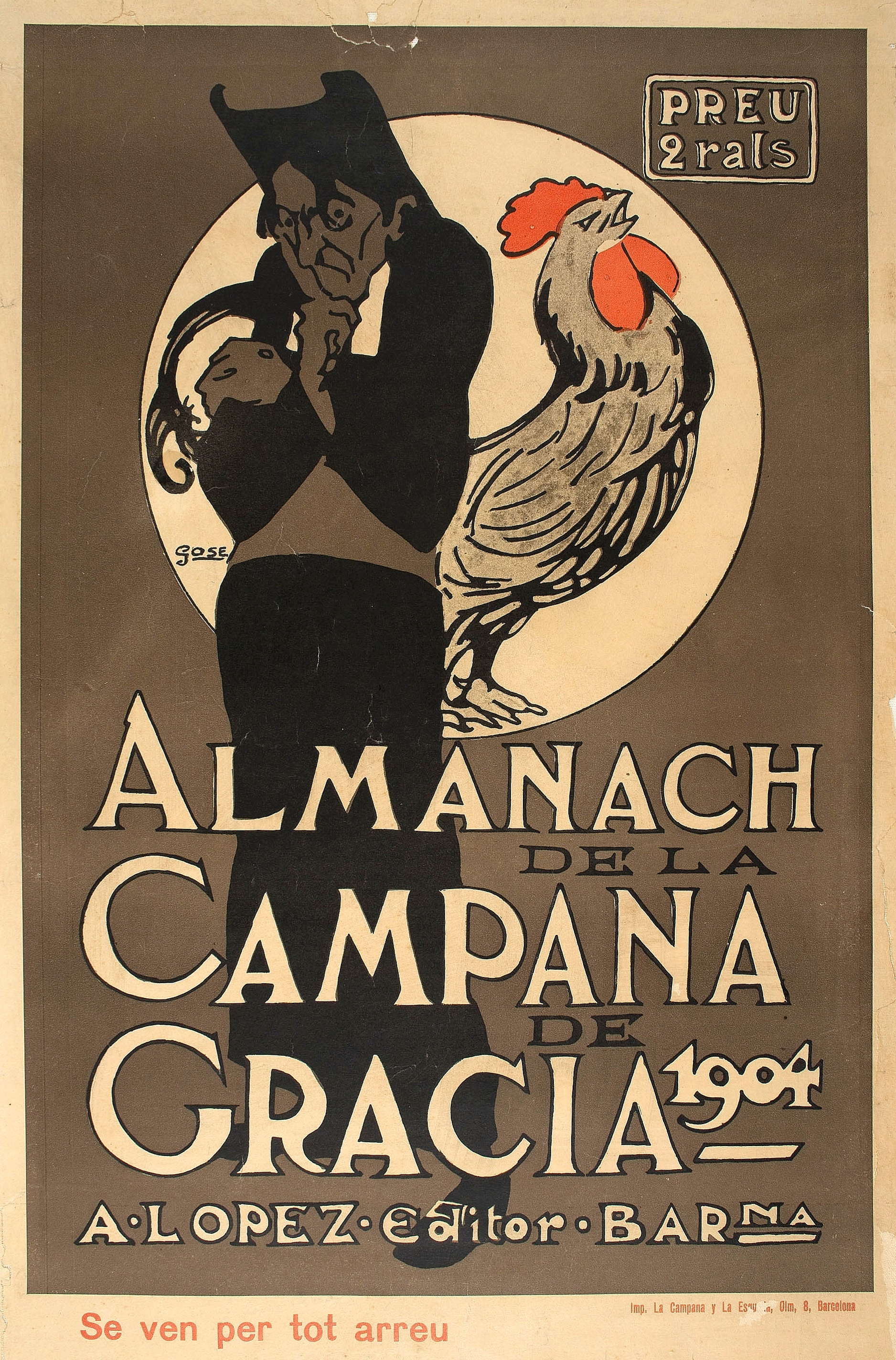
Almanac de la campana de gràcia de l'any 1904, il·lustrat per Xavier Gosé

El parenòstic és una publicació imprescindible a la pagesia i a moltes cases de pobles i ciutats. Pronostica el temps que farà al llarg de l'any i també indica les bones èpoques per sembrar o collir i el santoral. A les illes Balears i Pitiüses han estat i són de fet molt populars la qual cosa demostra que els parenòstics no passen de moda. Les Balears són la comunitat capdavantera de tot l'estat espanyol en l'edició d'aquest tipus de calendaris. Encara avui la seva consulta és fonamental a l'hora de planificar les matances, fer els empelts dels arbres o arbusts, treure els fems o tallar la llenya.
El mot almanac prové de l'àrab al-manâh (calendari) o ألمناخ al-manaakh (el clima), reflectint el seu propòsit original per utilitzar-lo per l'agricultura, tot proporcionant informació sobre les estacions i el clima. La paraula parenòstic, autèntica joia filològica, segons el DCVB ve de pronòstic i s'ha convertit en parenòstic o parenòstric per assimilació amb parenostre.

## Almanacs a les Illes Balears
A les Illes Balears el més antic de tots és el Calendario y almanaque religioso para las Islas Baleares vell hereu d'una època daurada dels almanacs illencs. La gent el coneix encara com es parenòstic. L'any 1989, de la mà de l'Institut d'Estudis Eivissencs, va néixer El Pitiús, continuació d'El Pitiuso, editat durant trenta-cinc anys (1945-1979) pel folklorista Joan Castelló Guasch. La primera edició de la represa, després de deu anys d'absència, recuperava una publicació basada ara en articles sobre la història, la població, els costums i les tradicions pitiüses. També surten el Calendari Porrerenc, editat per Joan Barceló i Bauçà i Bartomeu Amengual i Gomila. Es ve publicant des de l'any 1994. Altres títols: -Calendari Mallorquí de S'Arenal i Llucmajor editat per Jaume Alzamora. -Calendari Mallorquí de Sa Plaça. Es va començar a publicar el 2006. Es tracta d'un almanac de gran format que inclou costumari i creences, celebracions, herbes medicinals, dies adequats per tallar cabells i depilació i calendari biodinàmic.
-Parenòstic Pagès i Parenòstic Mariner editats a Menorca pel setmanari L'Iris, de Ciutadella, han sortit per primera vegada el 2007. Un i altre comparteixen moltes pàgines que es dediquen a efemèrides d'embarcacions de pesca i a la història, lèxic, peixos i cuina marinera. -Des del 2003 s'edita el Pronòstic santjoaner, a càrrec del Col·lectiu Teranyines, Sant Joan.

## Almanacs a Catalunya
A Catalunya es publiquen els almanacs següents: Calendari dels Pagesos (1861), Calendari de l'Ermità (1875), Almanac del cordill (2002) i Agenda del Pagès (1985) editada per Presència.

## Almanacs al País Valencià
Al País Valencià surt el Calendari dels Brillants editat a Benissa (Marina Alta) i El Brillantet que és un calendari i santoral que conté informació sobre les tradicions culturals i festives del País Valencià i altres aspectes quotidians. També surt el Calendari del Profeta (fundat el 1873) publicat a Alcoi (Alacant) per M. Gosálbez Botí. És un dels almanacs més antics que s'editen actualment a la península. Al Rosselló sortia el Calendari Català del Rosselló (Perpinyà).

## Almanacs a Europa
En castellà s'edita encara el Calendario Zaragozano-El Firmamento fundat l'any 1840 i a Itàlia podríem destacar l'Almanacco Barbanera i Il Vero Sesto Cajo Baccelli (Florència). A Portugal són famosos O Seringador (Porto) i el Borda d'Agua (Lisboa). En la ciutat alemanya de Lahrer es pot trobar el Lahrer Hinkender Bote.